# Desmochaeta densiflora
Desmochaeta densiflora är en amarantväxtart som beskrevs av Carl Sigismund Kunth. Desmochaeta densiflora ingår i släktet Desmochaeta och familjen amarantväxter. Inga underarter finns listade i Catalogue of Life.